# Tajanovská borovice
Tajanovská borovice byl památný strom u osady Tajanov, severovýchodně od Velhartic. Borovice lesní (Pinus sylvestris) rostla při cestě jižně od Tajanova v nadmořské výšce 585 m. Obvod jejího kmene měřil 294 cm a koruna dosahovala výšky 15 m (měření 2000). Borovice byla chráněna od roku 1985 pro svůj vzrůst a jako krajinná dominanta. Vítr bouře Kyrill borovici 18. ledna 2007 vyvrátil a zcela zničil.

## Stromy v okolí
- Dub u Malonic
- Lípa na návsi v Malonicích
- Malonická lípa
- Velhartické lípy